# Waidringer Alpen
Die Waidringer Alpen sind eine Gebirgsgruppe der nördlichen Kalkalpen in Österreich, zwischen Großache (auch Tiroler Achen, Kössener Ache) und Kaisergebirge im Westen und der Saalach und dem Steinernen Meer im Osten. Sie erstrecken sich im Pinzgau (Bezirk Zell am See) im Nordwesten des Bundeslandes Salzburg und im Bezirk Kitzbühel im Nordosten des Bundeslands Tirol, an der Grenze zu Oberbayern.

## Zur Begriffsgeschichte und Einordnung
Wie einige andere Gruppen der Umgebung (z. B. Kitzbühler, Berchtesgadener Alpen) sind die Waidringer Alpen nach dem mitten in der Gruppe liegenden Ort benannt, dem Dorf Waidring in Tirol.
Sie sind eine der klassischen kleinräumigeren Gebirgsgliederungen, und schon in der Geographie des 19. Jahrhunderts verankert, und finden sich so in der Einteilung der Ostalpen nach Böhm von 1887 unter 10.1 (oder 34).
Heute ist der Begriff in der allgemeinen Alpenliteratur unüblich geworden, er wird aber in der Gebirgsgruppengliederung nach Hubert Trimmel geführt, die ursprünglich 1962 für das österreichische Höhlenverzeichnis publiziert wurde, und in der österreichischen Hydrographie und auch Geologie verbreitet ist.
In der Erstpublikation wurde die Gruppe (Nummer 1320) Kalkalpen zwischen Kaisergebirge und Steinernem Meer genannt, weil sie – entgegen der klassischen Definition der Großache als Westgrenze – auch eine Gruppe links dieses Flusses umfasst. Nach den Revisionen der Gliederung 1978 wird die Gruppe aber allgemein wieder als Waidringer Alpen bezeichnet.
In der bekannten Alpenvereinseinteilung der Ostalpen (AVE) wird der Südteil der Gruppe als Loferer und Leoganger Steinberge bezeichnet, der Nordteil zu den – namentlich so auch bei Trimmel geführten – Gruppe der Chiemgauer Alpen.
Die Berge links und rechts der Großache im Leukental lassen sich nur schlecht einer Großgruppe der Alpen zurechnen: In der AVE werden Kaisergebirge wie auch Loferer und Leoganger Steinberge als vergleichsweise sehr kleine Grundgruppen (8, 9) zwischen die umliegenden Großregionen eingeschoben.

Als Hauptgruppe gibt die Teilung nach Trimmel die Nordtiroler-Salzburger Kalkalpen (Trimmel 1300), die den Raum zwischen Inn und Salzach umfassen – diese werden auch Salzburgisch-Bayerische (Kalk-)Alpen  oder Salzburger Alpen  genannt (etwa Salzburger Nordalpen SOIUSA 24 Großache bis Lammer, Salzburger Alpen Partizione delle Alpi 22 Inn bis Traun, Salzburger Kalkalpen Böhm 10 Großache bis Enns), westwärts spricht man auch von Nordtiroler Kalkalpen, für alle Kalkalpenberge Nordtirols bis an die Salzburger und die bayerische Grenze bzw. Bayrisch-Tirolerische Alpen für den ganzen mittleren westlichen Kalkalpenabschnitt (etwa SOIUSA 21 bis Großache, Böhm 9 bis Saalach).
Klimatisch zählen die ganzen Waidringer Alpen schon zu den Zwischenalpen.

## Umgrenzung und benachbarte Gebirgsgruppen
Nach der Gebirgsgruppengliederung nach Trimmel umgrenzt sich die Gruppe folgendermaßen:
- im Norden Großache (Leukental) bei Kössen – bei Lofer (Gemeinde Kössen) den Loferbach/die Schwarzlofer aufwärts (deutsches Staatsgebiet bei Reit im Winkl/Landkreis Traunstein) bis Brücke 300 m südlich Schwarzloferalm – Fahrweg bis Kapelle Steinplatte – Kammerköhralm (südlich um das Dreiländereck Tirol/Salzburg/Bayern am Scheibelberg herum) – Luegbach – Unkenbach bis Mündung in  die Saalach bei Oberrain (Gemeinde Unken) zu den Chiemgauer Alpen (1340, AVE 11), und zwar Hochgerngruppe (1344, bei Marquartstein bis Kössen und Reit im Winkl), Dürrnbachhorn (1346, mit Scheibelberg) und Sonntagshorngruppe (1347)
- in Osten Saalach (Saalachtal) bei Unken – Lofer – bis Uttenhofen (bei Saalfelden) zu den Salzburger Kalkalpen (1330)/Berchtesgadener Alpen (AVE 10)
- im Süden Leoganger Ache über Leogang – Grießenpass – Hochfilzen – Rotachenbach – bei Fieberbrunn Fieberbrunner Ache bis Mündung in die Großache bei  St. Johann in Tirol zu den Kitzbüheler Alpen (1410, AVE 34), Teil der Schieferalpen
- im Westen wird nach Trimmel aber die Linie im westlichen Nebental gezogen:
Großache  St. Johann i.T. – Kirchdorf i.T. – Luigambach bis Bachquerung bei Wirtshaus Mitterjäger – Straße bis Bachquerung bei Kote 749 – Bach Richtung Kohlenbach – Kohlenbach bis Mündung in die Großache bei (Kössen) zum Kaisergebirge (1310, AVE 8)
 Das rechnet das Unterberghorn, das geomorphologisch den Bergen östlich der Großache recht ähnlich ist, mit ein – nach der Alpenvereinseinteilung der Ostalpen (AVE) zählt es schon zum Kaisergebirge.

## Gliederung und Landschaft
Die Gruppe umfasst mehrere einzelstehende Kalkstöcke, die durch die für diese Gegend charakteristischen Längs- und Quertäler mit Talwasserscheiden getrennt sind:
- Leoganger Steinberge (Birnhorn 2634 m ü. A., Trimmel 1324) im Südosten an Saalach und Leoganger Ache, ein zerklüftetes karstiges Massiv mit Gipfelhöhen über 2000 Metern
- Loferer Steinberge (Großes Ochsenhorn 2511 m ü. A., Trimmel 1323) nördlich am Saalachtal und bis Waidring anschließend mit ähnlicher Charakteristik
Getrennt werden die beiden Stöcke mäßig stark durch den Nordost-Südwest streichenden Talzug Saalachtal nordwestlich Weißbach bei Lofer –  Schidergraben – Römerbach – Römersattel – Schüttachgraben – Hochfilzen
- Steinplatte (Hauptgipfel 1869 m ü. A., Trimmel 1326) im Nordosten, ein Hochplateau mit Südwand in das Ost-West laufende Strubtal Lofer im Saalachtal – Waidring
- Fellhornmassiv (Hauptgipfel 1765 m ü. A., Trimmel 1325) im Nordwesten, steil nach Süden in die Außerwald, das verlängerte Strubtal Waidring bis Erpfendorf an der Großache, gegen Norden almige Hochflächen an die Steinplatte und das Dürrnbachhorn anschließend
- Kalksteinmassiv, auch Kirchbergstock (höchster Gipfel Wallerberg 1682 m ü. A., Trimmel 1322), im Südwesten von St. Johann i.T. bis Waidring, ein waldig-almiger Stock mit Mittelgebirgscharakter.
Von Loferer- und Leoganger Steinbergen ist es in Nord-Süd-Richtung durch das Pillerseetal Waidring – Fieberbrunn getrennt
- Buchensteinwand (1462 m ü. A.) dazwischen freistehende  bei Hochfilzen und St. Jakob in Haus (im Pillerseetal), durch selbiges und das Wiesenseetal St. Jakob – Hochfilzen freistehend, und auch teils zum Kalkstein, teils zu Leoganger Steinbergen gerechnet
- sowie Unterberghorn (Hauptgipfel 1773 m ü. A., Trimmel 1321 – traditionell zum Kaisergebirge gerechnet) im Westen links der Großache, ein von Kirchdorf i.T. bis Kössen Süd–Nord-streichender Zug

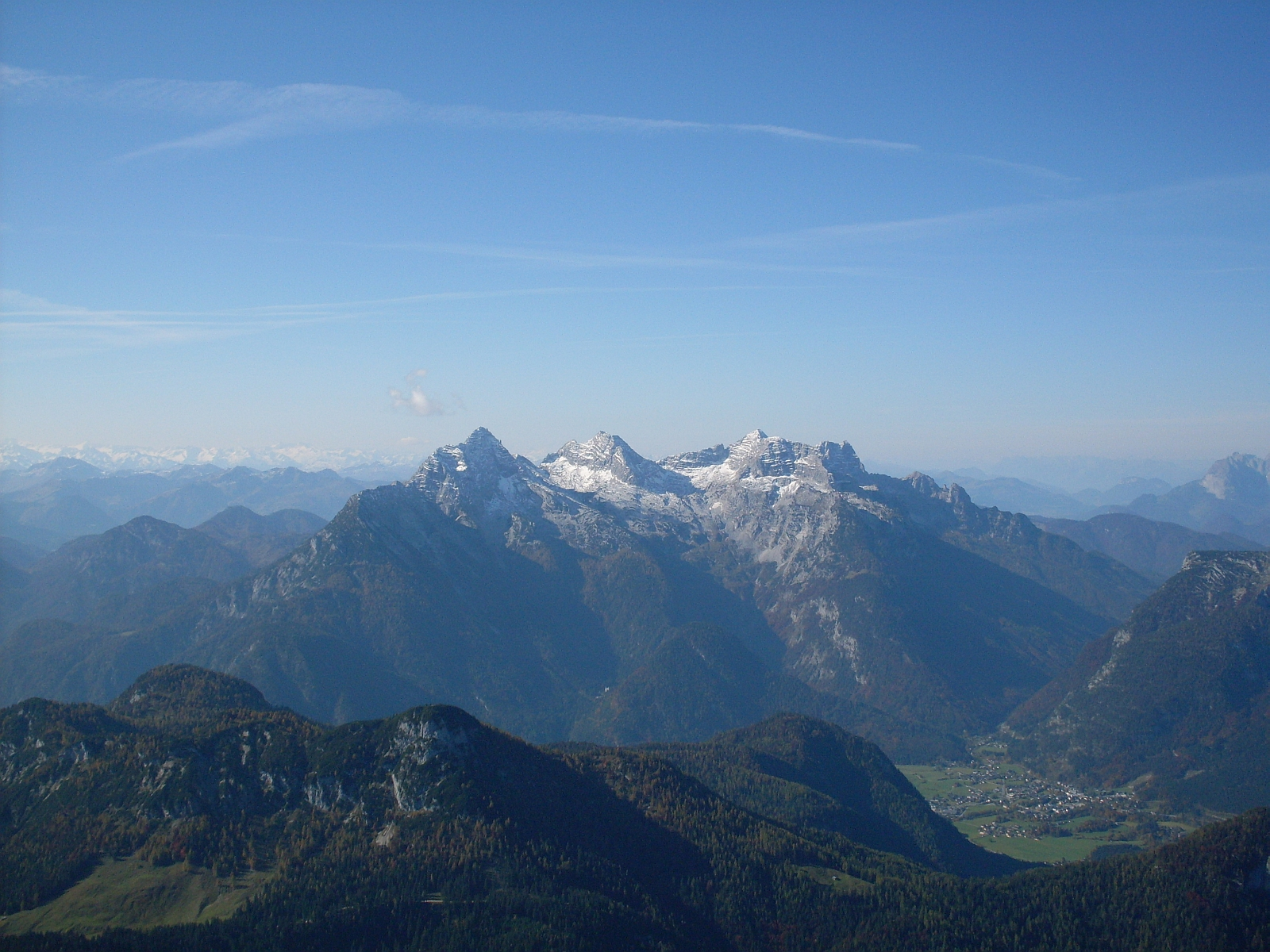
Loferer Steinberge, von der Reiteralm von Norden
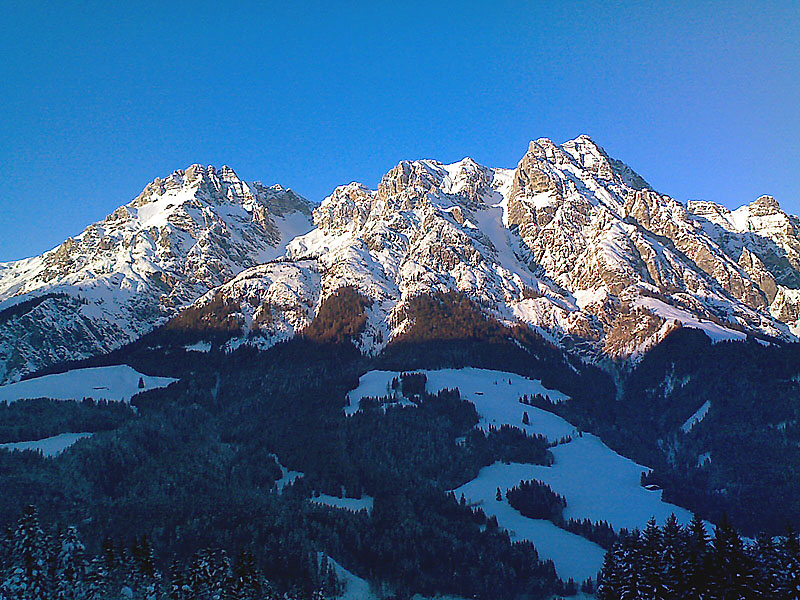
Leoganger Steinberge, von Süden
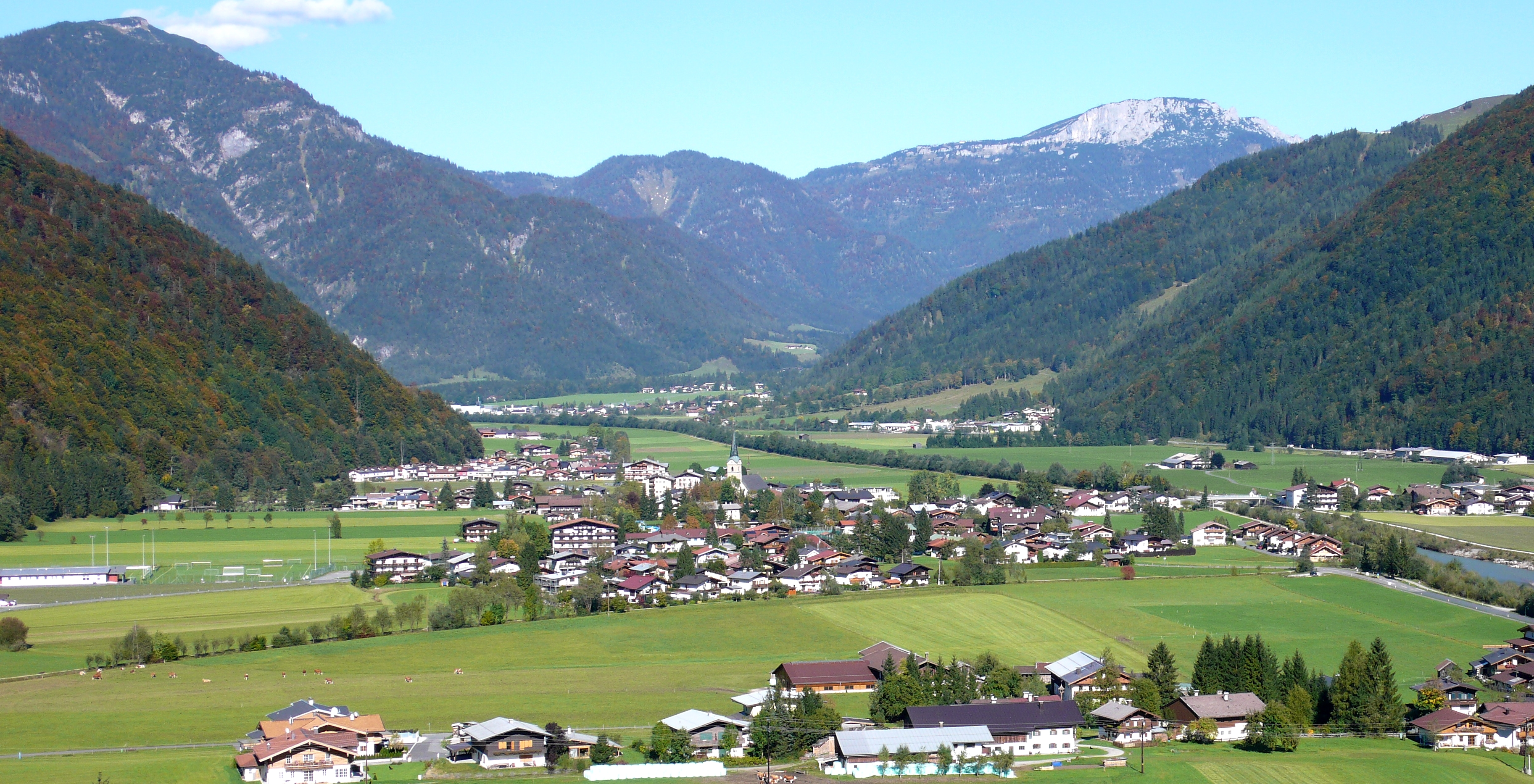
Fellhorn und Steinplatte, von Kirchdorf i.T., Blick nordostwärts über die Wald
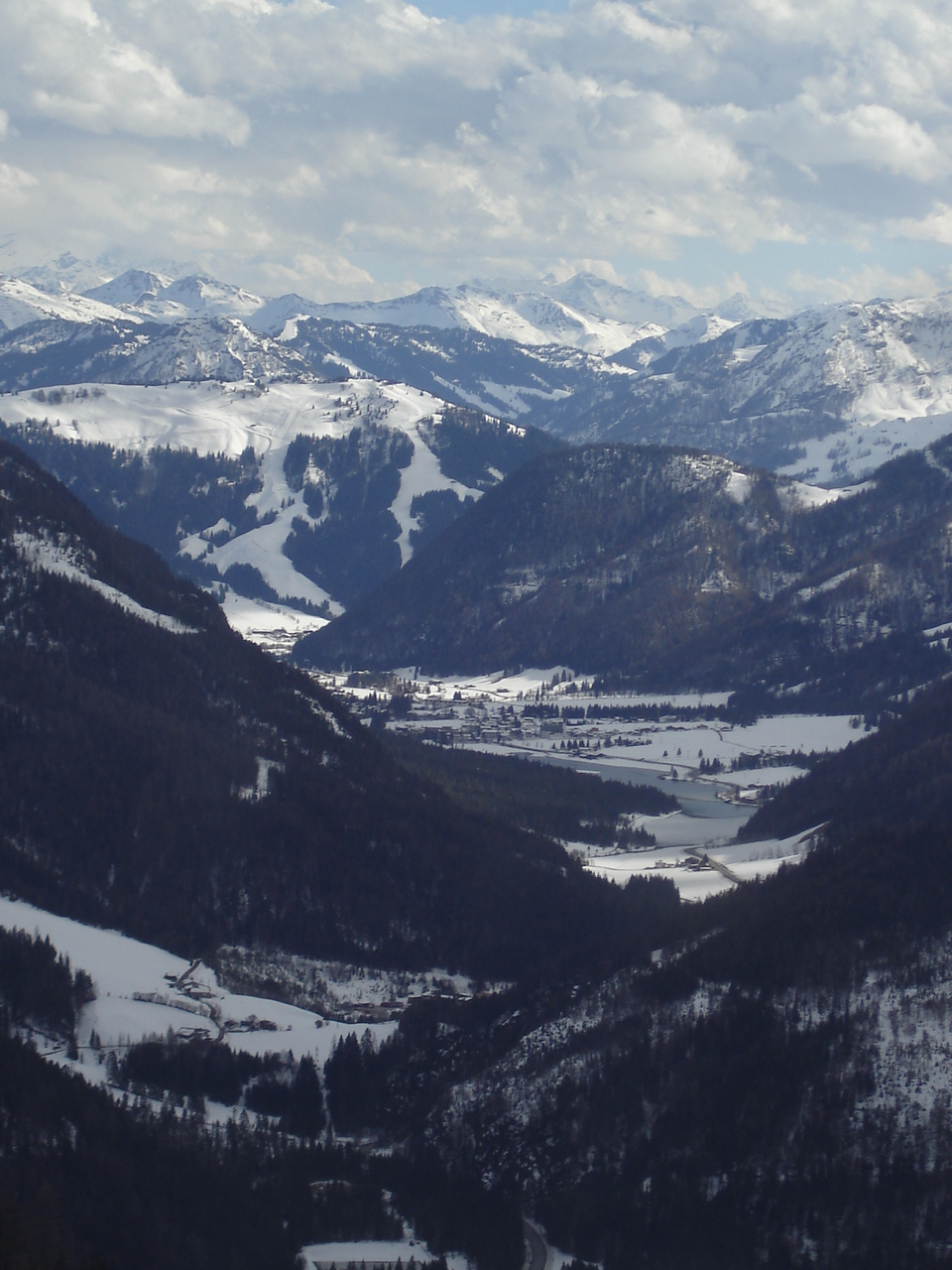
Buchensteinwand und Westrand des Kirchbergstocks, Blick von der Steinplatte durch Pillerseetal nach Süden

## Geologie
Geologisch gliedern sich die Waidringer Alpen in drei Zonen, die – entgegen dem N–S/O–W-Raster der Talungen – NW–SO streifen, und die Charakteristika der Untergruppen ausmachen:
- der Südteil mit südlichem Kalksteinmassiv und südwestlichen und südlichen Leoganger Steinbergen bildet sich aus Wettersteinkalk (Ladinium bis unteres Karnium), am Südrand begleitet von Steinalm-Formation (Anisium) und Werfener Schichten (Schiefer und Dolomit der Untertrias) bis Haselgebirge (Perm), also älteres Grundgebirge der Kalkalpendecke, so die Südabbrüche von Kalkstein und Wallerberg und die ganze Buchensteinwand
- der Mittelteil aus Hauptdolomit (Karnium bis oberes Norium), in der deutlich höheren Gipfelflur der Loferer und Leoganger Steinberge mit erhaltener Auflage des Dachsteinkalks (gebankt, Norium bis Rhätium), gegen das Wetterstein sind am Südrand schmal auch Raibler Schichten (Unterkarn) eingelagert
- der Nordostteil bildet sich aus der Unkener Synklinale,[6] in der auf dem abgetauchten Hauptdolomit  – der zum Tirolikum gehört – die jüngeren Schichten des Iuvavikums liegen (Kalke des Rhätium, Oberalm-Formation, Schrambach- und Roßfeld-Formation), wie auch der hellbunte Dolomit des Saalachtales, der zum Hallstadtdolomit (Norium bis Rhätium) gerechnet wird. Der Unkenbach als Nordgrenze der Waidringer Alpen liegt etwa in der Mitte der Synklinale

Die Gruppe zeigt einige schöne Höhlen (Prax-Eishöhle bei Maria Kirchental, Lamprechtsofen bei Weißbach bei Lofer, Loferer Schacht bei Lofer) und ist auch klammenreich (Vorderkaserklamm, Teufelsklamm, Öfenschlucht).